# خوسه کروس (بازیکن بیسبال)
خوسه کروس (اسپانیایی: José Cruz‎؛ زادهٔ ۸ اوت ۱۹۴۷) بازیکن سابق و مربی بیس‌بال اهل پورتوریکو است.
از باشگاه‌هایی که در آن بازی کرده‌است می‌توان به سنت لوئیس کاردینالز و نیویورک یانکیز اشاره کرد.